# Jernbeton
Jernbeton, armeret beton eller  monierkonstruktioner er en betegnelse for beton med armeringsjern: indstøbte stålstænger. Jernbeton kombinerer betonens og stålstængernes egenskaber og kan modstå større trækkrafter end uarmeret beton. Hvis armeringen ruster, udvides det, og den ydre beton kan skalle af.
Den franske gartner og opfinder Joseph Monier (1823-1906) er en af opfinderne af jernbeton.
I Danmark var især arkitekten Emanuel Jensen fortaler for indførelsen af Monierkonstruktioner i byggeriet.